# Космос-40
Космос-40 је један од преко 2400 совјетских вјештачких сателита лансираних у оквиру програма Космос.
Космос-40 је лансиран са космодрома Тјуратам, Бајконур, СССР, 18. августа 1964. Ракета-носач Р-14 Чусоваја (рус. Чусовая) (8К65, НАТО ознака SS-5 Skean) са додатим степеном је поставила сателит у орбиту око планете Земље. Маса сателита при лансирању је износила 50 килограма. Космос-40 је био комуникациони сателит.